# Yasuyuki Sato
Yasuyuki Sato (佐藤 康之 Sato Yasuyuki?,  nacido el 12 de abril de 1966 en Hiroshima) es un exfutbolista japonés. Jugaba de defensa y su último club fue el Oita Trinity de Japón.

## Trayectoria

### Clubes
| Club                | País  | Año         |
| ------------------- | ----- | ----------- |
| Sanfrecce Hiroshima | Japón | 1985 - 1996 |
| Oita Trinity        | Japón | 1997        |